# سیارک ۳۲۷۳
سیارک ۳۲۷۳ (به انگلیسی: 3273 Drukar، نامگذاری:1975TS2) سه هزار و دویست و هفتاد و سومین سیارک کشف شده‌است که در ۳ اکتبر ۱۹۷۵ کشف شد.
قدر مطلق سیارک برابر ۱۱٫۴۰ است.